# Крылья Советов (футбольный клуб, Москва)
«Крылья Советов» — российский футбольный клуб из Москвы.

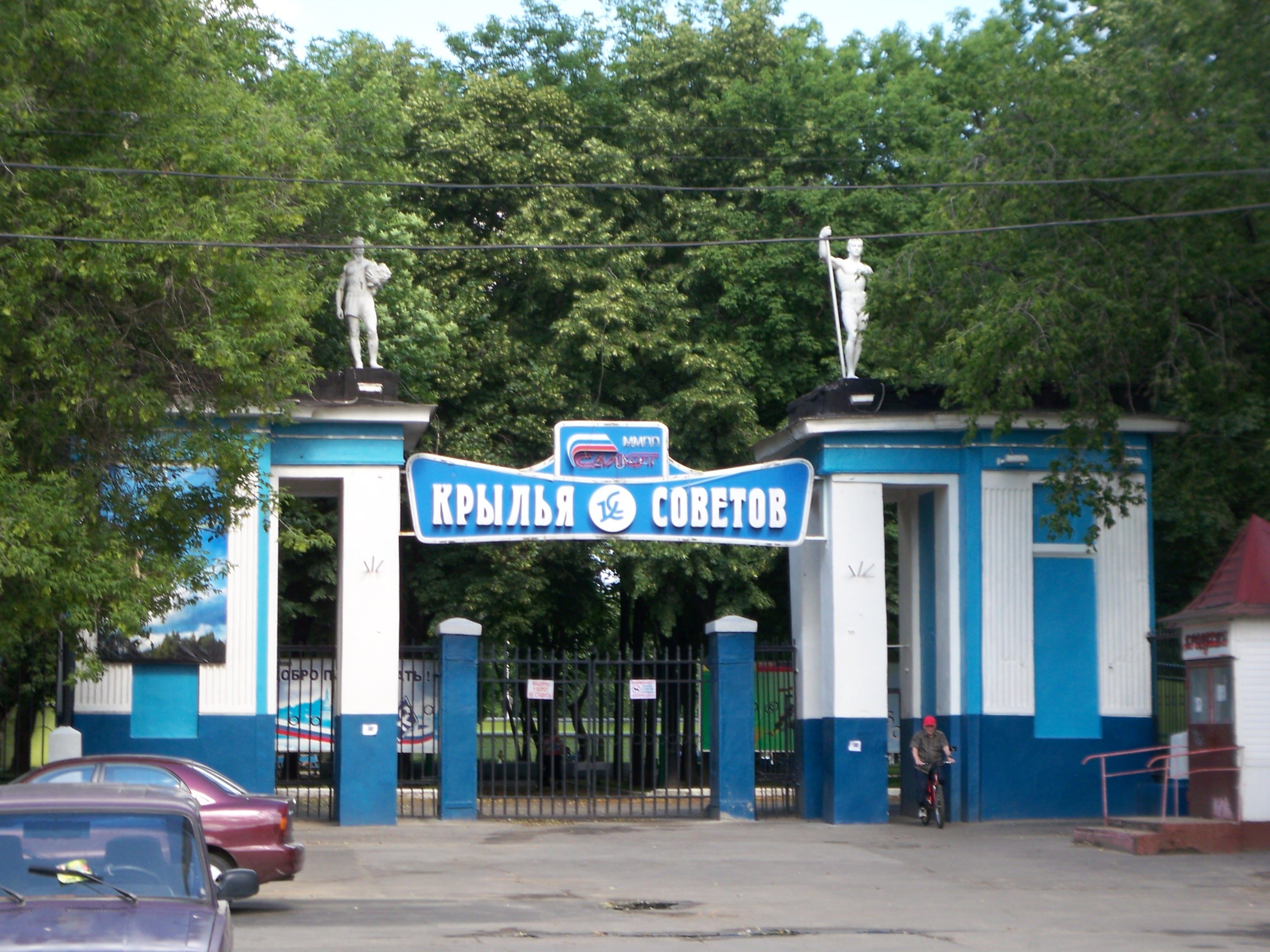
Стадион Крылья Советов на проспекте Буденного, 17а

## История
Команда была создана в 1934 году при авиационном заводе (известном как 45-й авиационный завод, «Салют»), но стала выступать на уровне команд мастеров с «весеннего» чемпионата СССР 1936 года в группе «Г», когда турнир сборных команд городов и союзных республик сменил чемпионат СССР по футболу, проводимый среди клубных команд обществ и ведомств СССР.
Затем были исключены из «осеннего» розыгрыша. В 1937 году вновь играли в группе «Г». На следующий год были включены в высшую лигу — группу «А», и в чемпионате 1938 года заняли предпоследнее 25-е место, но уже в следующем турнире были первыми в группе «Б» и в 1940 году вновь выступали в группе «А», заняв 9-е место. Однако в начале 1941 года клуб был расформирован вместе с другими московскими командами («Локомотив», «Торпедо», «Металлург») и были созданы первая и вторая сборные профсоюзов.
3 сентября 1944 года «Крылья Советов» стали одной из двух первых команд, проведших первый после освобождения столицы Карело-Финской ССР футбольный матч в городе Петрозаводске, сыграв на местном стадионе «Динамо» с командой «Динамо» (Ленинград).
После войны клуб выступал в чемпионатах СССР ещё 4 года, но 16 сентября 1948 года руководители ЦС общества «Крылья Советов» пришли к выводу, что два клуба высшего дивизиона для их общества содержать слишком обременительно, и из двух команд Куйбышева и Москвы решили сохранить лишь одну. В матче второго круга в Москве одноклубники выясняли, кому из них придётся сойти со сцены по ходу встречи. Москвичи вели в счёте 1:0, но гол куйбышевца Петра Бурмистрова «похоронил» надежды хозяев поля. Поскольку в первом круге дома волжане одержали победу 1:0, право представлять «Крылья Советов» в высшем дивизионе получили они. Московские «Крылья Советов» были расформированы и прекратили своё существование ещё за 4 года до знаменитого разгона ЦДСА.

## Стадион
Домашний стадион — «Крылья Советов» на проспекте Будённого (при авиационном заводе).

## Достижения
- Победитель Первой Лиги СССР: 1939.
- Победитель Кубка ВЦСПС: 1948.
- финалист Кубка ВЦСПС: 1944.
- Победитель первенства ДСО «Крылья Советов»: 1943.

## Результаты

### Чемпионат СССР
| Год          | Соревнование            | Место     | И         | В         | Н         | П         | М         | Тренер         | Примечания |
| ------------ | ----------------------- | --------- | --------- | --------- | --------- | --------- | --------- | -------------- | ---------- |
| 1936 (весна) | Группа «Г»              | 2         | 4         | 2         | 1         | 1         | 5-4       | Сотников А. А. |            |
| 1936 (осень) | Исключена               | Исключена | Исключена | Исключена | Исключена | Исключена | Исключена | Исключена      | Исключена  |
| 1937         | Группа «Г»              | 3         | 11        | 6         | 3         | 2         | 28-19     | Сотников А. А. |            |
| 1938         | Группа «А»              | 25        | 25        | 4         | 7         | 14        | 28-56     | Сотников А. А. |            |
| 1939         | Группа «Б»              | 1         | 22        | 17        | 2         | 3         | 52-19     | Гольдин М. И.  |            |
| 1940         | Группа «А»              | 9         | 24        | 6         | 7         | 11        | 26-34     | Гольдин М. И.  |            |
| 1945         | Первая группа           | 8         | 22        | 6         | 6         | 10        | 23-48     | Дангулов А. Х. |            |
| 1946         | Первая группа           | 7         | 22        | 5         | 8         | 9         | 14-24     | Дангулов А. Х. |            |
| 1947         | Первая группа           | 11        | 24        | 6         | 6         | 12        | 22-37     | Дангулов А. Х. |            |
| 1948         | Первая группа           | 14        | 26        | 5         | 5         | 16        | 32-60     | Дангулов А. Х. |            |
| 1967         | Класс «Б», 7 зона РСФСР | 7         | 22        | 7         | 7         | 8         | 22-21     |                |            |
| 1968         | Класс «Б», 7 зона РСФСР | 6         | 15        | 8         | 3         | 4         | 27-19     | Гринин А. Г.   |            |
| 1969         | Класс «Б», 7 зона РСФСР | 4         | 38        | 22        | 5         | 11        | 92-39     | Гринин А. Г.   |            |

### Кубок СССР
| Розыгрыш | Стадия | Дата       | Место матча      | Соперник                     | Счет       | Зрителей |
| -------- | ------ | ---------- | ---------------- | ---------------------------- | ---------- | -------- |
| 1936     | 1/32   | 24.07.1936 | Орджоникидзеград | Дзержинец (Орджоникидзеград) | 2:3        |          |
| 1937     | 1/64   | 24.05.1937 | Москва           | Локомотив (Киев)             | 3:0        |          |
| 1937     | 1/32   | 30.05.1937 | Харьков          | Сталинец (Харьков)           | 5:1        | 7’000    |
| 1937     | 1/16   | 05.06.1937 | Москва           | Дзержинец (Ворошиловград)    | 3:0        | 7’000    |
| 1937     | 1/8    | 12.06.1937 | Одесса           | Динамо (Одесса)              | 0:4        | 25’000   |
| 1938     | 1/32   | 05.08.1938 | Ленинград        | Динамо (Ленинград)           | 1:2        |          |
| 1939     | 1/32   | 30.07.1939 | Москва           | Динамо (Харьков)             | 0:7        |          |
| 1944     | 1/8    | 30.07.1944 | Иваново          | Динамо (Иваново)             | 6:0        |          |
| 1944     | 1/4    | 12.08.1944 | Москва           | Торпедо (Москва)             | 1:2        |          |
| 1945     | 1/16   | 17.09.1945 | Москва           | Крылья Советов (Куйбышев)    | 3:1        |          |
| 1945     | 1/8    | 30.09.1945 | Москва           | ЦДКА (Москва)                | 1:5        |          |
| 1946     | 1/8    | 09.10.1946 | Москва           | Трактор (Сталинец)           | 2:1        | 15’000   |
| 1946     | 1/4    | 13.10.1946 | Москва           | Динамо (Киев)                | 1:2 (д.в.) |          |
| 1947     | 1/8    | 07.07.1947 | Москва           | Динамо (Ленинград)           | 0:2        | 15’000   |
| 1948     | 1/8    | 28.09.1948 | Москва           | Локомотив (Харьков)          | 0:1        | 6’000    |

Команда «Крылья Советов» Москва также участвовала в чемпионате и кубке Москвы: в в 1942 году заняла 2-е место в весеннем чемпионате и 3-е место — в осеннем, также занимала 3-е место в 1965, 1966 годах, а в 1963 году заняла 2-е место во второй группе чемпионата Москвы. Финалист Кубка Москвы 1965, 1971.

### СССР. «Крылья Советов-3»
| Год  | Соревнование            | Место | И  | В | Н | П | М     | Тренер | Примечания |
| ---- | ----------------------- | ----- | -- | - | - | - | ----- | ------ | ---------- |
| 1967 | Класс «Б», 7 зона РСФСР | 6     | 22 | 8 | 7 | 7 | 28-19 |        |            |
| 1968 | Класс «Б», 7 зона РСФСР | 1     | 15 | 9 | 5 | 1 | 24-10 |        |            |
| 1968 | Класс «Б», Полуфинал V  | 3     | 35 | 1 | 0 | 2 | 4-8   |        |            |

Команда «Крылья Советов-3» также принимала участие в Кубке СССР 1955, Кубке СССР среди КФК 1963, играла в чемпионате и кубке Москвы (победитель Кубка Москвы 1951, 1963, в чемпионате Москвы занимала 2-е место в 1966, 3-е место в 1964 и 1967 годах, в 1960 году выиграла 3-ю группу чемпионата Москвы, во 2-й группе чемпионата Москвы заняла 2-е место в 1961 и 3-е место в 1965 году).
Команда «Крылья Советов II» в 1970 году принимала участие в Кубке Москвы.

### Российский период. Любительский уровень
| Год  | Соревнование                   | Место    | И                   | В                   | Н                   | П                   | М                   | Тренер                   | Примечания                                                         |                            |
| ---- | ------------------------------ | -------- | ------------------- | ------------------- | ------------------- | ------------------- | ------------------- | ------------------------ | ------------------------------------------------------------------ | -------------------------- |
| 2000 | КФК, МРО Центр, Москва         | 5 из 16  | 30                  | 16                  | 8                   | 6                   | 80-35               |                          |                                                                    |                            |
| 2001 | КФК, Центр, Москва             | 2 из 19  | 36                  | 31                  | 1                   | 4                   | 124-24              |                          |                                                                    |                            |
| 2002 | КФК, Центр, Москва             | 4 из 21  | 40                  | 26                  | 5                   | 9                   | 118-55              |                          |                                                                    |                            |
| 2003 | КФК, Центр, Москва             | 2 из 19  | 36                  | 26                  | 5                   | 5                   | 131-54              |                          |                                                                    |                            |
| 2004 | ЛФЛ, Москва                    | 3 из 15  | 28                  | 20                  | 1                   | 7                   | 82-39               |                          |                                                                    |                            |
| 2005 | ЛФЛ, Москва, дивизион «А»      | 4 из 13  | 24                  | 15                  | 3                   | 6                   | 66-36               |                          |                                                                    |                            |
| 2005 | ЛФЛ, Москва, дивизион «Б»      | 13 из 13 | 12                  | 1                   | 4                   | 7                   | 15-31               |                          |                                                                    |                            |
| 2007 | ЛФЛ, Москва, дивизион «Б»      | 4 из 13  | 24                  | 17                  | 2                   | 5                   | 97-40               |                          |                                                                    |                            |
| 2009 | ЛФЛ, Москва, дивизион «Б»      | 2 из 12  | 22                  | 15                  | 4                   | 3                   | 63-29               |                          |                                                                    |                            |
| 2010 | ЛФЛ, Москва, дивизион «Б»      | 7 из 12  | 22                  | 10                  | 2                   | 10                  | 36-36               |                          |                                                                    |                            |
| 2013 | Чемпионат Москвы, дивизион «Б» | 8 из 12  | 22                  | 10                  | 3                   | 9                   | 67-58               |                          |                                                                    |                            |
| 2014 | Чемпионат Москвы, дивизион «Б» | 7 из 14  | 26                  | 14                  | 5                   | 7                   | 66-43               |                          |                                                                    |                            |
| 2015 | Чемпионат Москвы, дивизион «Б» | 5 из 12  | 22                  | 13                  | 0                   | 9                   | 61-35               |                          | Кубок ЛФК Москвы — 1/16 (2013, 2014), 1/4 (2015), 1/8 (2016, 2017) |                            |
| 2016 | Третий дивизион, Москва        | 19 из 20 | 28                  | 2                   | 4                   | 22                  | 31-136              | Хазин Дмитрий Евгеньевич | Кубок ЛФК Москвы — 1/16 (2013, 2014), 1/4 (2015), 1/8 (2016, 2017) |                            |
| 2017 | Третий дивизион, Москва        | —        | снялся после 13 игр | снялся после 13 игр | снялся после 13 игр | снялся после 13 игр | снялся после 13 игр |                          | Кубок ЛФК Москвы — 1/16 (2013, 2014), 1/4 (2015), 1/8 (2016, 2017) | прекращение финансирования |
| 2020 | Чемпионат Москвы, дивизион «Б» | 8 из 10  | 18                  | 4                   | 2                   | 12                  | 27-69               |                          | «Крылья Советов — Альянс»                                          |                            |
| 2021 | Чемпионат Москвы, дивизион «Б» | 7 из 15  | 28                  | 14                  | 2                   | 12                  | 51-30               |                          |                                                                    |                            |
| 2022 | Чемпионат Москвы, дивизион «Б» | 4 из 13  | 24                  | 14                  | 3                   | 7                   | 52-26               |                          |                                                                    |                            |
| 2023 | Чемпионат Москвы, дивизион «Б» | 5 из 13  | 24                  | 16                  | 2                   | 6                   | 62-33               |                          |                                                                    |                            |